# Ádám Klári
Ádám Klári (Pápa, 1930. december 29. – Budapest, 2018. augusztus 3.) magyar színésznő, gyermekszínész.

## Élete
Édesapja mozigépészként dolgozott. Ötéves volt, amikor Balogh Béla filmrendező felfedezte őt, hatéves korában Lakner Bácsi Gyermekszínháza alkalmazta. Hétesztendősen játszotta el legemlékezetesebb szerepét, Mosodás Sutyit a Háromszázezer pengő az utcán című filmben. Szepes Mária forgatókönyvíró írta meg a szerepeit. Hétéves kora után már keveset hívták filmezni.
A világháborút követően, 1949-ben sikertelenül felvételizett a Színművészeti Főiskolára. 1950–1951-ben az Úttörő Színházban játszott. 1952-ben hazaárulás vádjával hét év börtönre ítélték, mert barátja egy határsértő ismerőse volt. Három év múlva amnesztiával kiszabadult. A börtönben Kovács Erzsi énekesnővel egy cellában ült. 1955 után a Budapest Varietében, a Kamara Varietében és az Állami Déryné Színházban szerepelt.

## Filmszerepei
- Havi 200 fix (1936) – Halmos Lipót kislánya[1]
- Tomi, a megfagyott gyermek (1936) – Sutyi, Tomi barátja[1]
- Háromszázezer pengő az utcán (1937) – Mosodás Sutyi[1]
- Családi pótlék (1937) – Schwarz Jozefin, az egyik kölcsöngyerek[1]
- Sutyi, a szerencsegyerek (1938) – Sutyi[2]
- Ne kérdezd, ki voltam! (1941) – Babi, Csángó Péter szállodatulajdonos kislánya[1]

## Színházi szerepeiből
- Szergej Vlagyimirovics Mihalkov: Haza akarok menni... gyerek az árvaházban (Úttörő Színház)
- Gáli József: Erős János... Harkály (Úttörő Színház)
- Móricz Zsigmond: Légy jó mindhalálig... Csicsó (Állami Déryné Színház)
- Hervé: Nebáncsvirág... Marianne (Állami Déryné Színház)
- Pesti körút... szereplő (Kamara Varieté)